# Rui Drummond
Rui Alberto Martins Golias Drumond de Sousa (n. 1980) é um cantor português, que ficou conhecido por participado na primeira série do programa da RTP1, Operação Triunfo, apresentado por Catarina Furtado. Na sequência dessa participação, representou Portugal no Festival Eurovisão da Canção 2005, em Quieve, juntamente com Luciana Abreu, como parte do duo 2B e com a música “Amar”. Esta participação portuguesa obteve 51 votos e o 17º lugar entre 25 países numa das semi-finais, não passando à final. Mas foi com a sua participação da 2ª edição do programa The Voice Portugal, da RTP1, também apresentado por Catarina Furtado, que ficou realmente conhecido por todo o país, especialmente por tê-lo vencido, ganhando assim um contrato com a discográfica Universal e lançando, assim, o seu primeiro álbum, "Parte De Mim" que contém não só as músicas que o fizeram vencer o programa - tais como "Freedom", de George Michael, e "Demons", dos Imagine Dragons -, mas também um original,"Espelho", escrito por Catarina Furtado no tempo em que estes trabalhavam no programa Dança Comigo. Além disso, o álbum contém mais duas covers, uma delas "Wake Me Up" de Avicii e Aloe Blacc.
Apesar de não ter sido um dos finalistas da Operação Triunfo, Rui Drumond é um dos poucos concorrentes que conseguiu tornar-se cantor profissional, tendo ganho grande destaque como cantor residente do programa Dança Comigo, também da RTP1. Para além disso também fez parte do coro do programa Nasci para Cantar, da TVI, e mais tarde do programa Dança Comigo no Gelo.  
Conta com uma participação especial na telenovela Ilha dos Amores, da TVI. Deu voz a vários anúncios de televisão e atualmente faz locução, juntamente com Teresa Radamanto, no programa Geração Net, do canal Panda Biggs. Realiza com frequência espetáculos ao vivo em diversos bares com o seu grupo "Rui Drumond and Friends". 
Em 2017 participa no Festival RTP da Canção, atuando na 1ª semi-final do certame, com a canção "O Teu Melhor", composta por Héber Marques. A canção acabou por ficar em 7º lugar na semi-final, não passando, por isso, à final do festival.

## Discografia
- "Parte de mim" (2014) - álbum de estreia, com canções em português e inglês.[1][2][3]

## Filmografia

### Séries e programas de TV
- Operação Triunfo
- Ilha dos Amores
- Geração Net
- The Voice Portugal
- Festival RTP da Canção 2017

### Espectáculos ao vivo
- Rui Drumond and friends